# Teresa de Mello Breyner
Teresa Josefa de Menezes e Mello Breyner (1739 - 1798?), Condessa de Vimieiro, foi uma escritora iluminista. Destacou-se nos campos político e intelectual português dos finais do século XVIII.
Recebeu o prémio prémio literário da Academia Real das Ciências pela sua peça Osmia a 13 de maio de 1788, devido ao seu grande valor literário.

## Biografia
Foi membro da casa de Ficalho, filha de Francisco José de Mello, 3.º senhor de Vila Verde de Ficalho (1716) e de Isabel Josefa de Breyner e Menezes, 1.ª condessa de Ficalho (1719). Era irmã de Pedro de Melo Breiner.  
Foi ensinada pela sua mãe, com quem aprendeu latim a partir dos oito anos, e ciências. Recebeu lições de Cândido Lusitano, poeta, a quem atribuía o seu estilo literário, e mantinha relações próximas com alguns membros da Arcádia Lusitana, nomeadamente Cruz e Silva. Partilhava correspondência com diversas personalidades, como Leonor de Almeida Portugal, Domingos Maximiano Torres Manuel do Cenáculo, Abade José Francisco Correia da Serra e Guillaume-Louis-Antoine de Valleré. Terá dado apoio financeiro a Nicolau Tolentino durante um período de instabilidade financeira.
Tornou-se condessa do Vimieiro por casamento, em 1767, com D. Sancho de Faro e Sousa, 4.º Conde do Vimieiro, membro da primeira nobreza de Corte. Para se poder casar com D. Sancho foi necessário pedir autorização à Igreja pelo facto de serem primos em 4.º grau. Graças à posição do marido, tinha acesso ao Index Librorum Prohibitorum, e terá portanto lido Jean-Jacques Rousseau, que discute em cartas a Leonor de Almeida, onde o descreve como "herói desprezador das mulheres".
Pertenceu à corte de José I de Portugal, pelo menos até à ascensão ao poder pelo Marquês de Pombal, quando o seu marido foi enviado para Estremoz. Depois da coroação de D. Maria I, regressaram a Lisboa, onde a sua influência política e produção literária aumentou.
Em 1799 participou na fundação e financiamento da Academia das Ciências de Lisboa.
Em 1790 estava viúva. Em 1794 entrou no Real Mosteiro de Santos como Comendadeira, desconhecendo-se a data exata da sua morte, embora se presuma que tenha sido em 1798 por não haver registos seus posteriores a este ano.

## Obra
Teresa de Mello Breyner escreveu, para além das suas obras maiores (Osmia e o Elogio Histórico), vários poemas e mais de trezentas cartas, das quais só dois conjuntos foram preservados. A sua obra tem um enfoque político; as protagonistas são mulheres em posições de poder, o que demonstra a sua preocupação com a legitimidade de mulheres nestas posições e o seu apoio à monarca. Ao mesmo tempo demostra uma visão elitista da sociedade, e da nobreza como classe de liderança e proteção da monarquia. Depois da morte do seu marido e do seu retiro ao mosteiro, a obra epistolar dedica-se sobretudo a temas religiosos e espirituais.

### Teatro
1788 - Osmia - Escrita em 1788, a sua peça Osmia é uma tragédia neoclássica com cinco atos: o primeiro, o segundo e o terceiro, com oito cenas cada, o terceiro, com nove, o quarto, com seis, e o quinto, com onze; a peça apresenta onze monólogos e trinta e um diálogos. A peça terá sido erroneamente atribuída ao seu mentor Francisco José Freire à data de publicação. Foi traduzida para espanhol em 1798 e esteve em palco em Madrid nesse mesmo ano

### Traduções
1781 - Ideia de um elogio histórico a Maria Teresa Arquiduquesa de Áustria (tradução da obra em francês de Marie-Caroline Murray)